# ویگن نازاریان
ویگن نازاریان کشتی‌گیر مرد در رشته کشتی فرنگی اهل ارمنستان است که در مسابقات قهرمانی کشتی جوانان جهان (۲۰۲۲) در وزن ۸۷ کیلوگرم موفق به کسب مدال طلا شده‌است

## منبع
1. ↑  https://uww.org/event/world-championships-60?section=results&tab&weight-category=00b42579-1ee3-11ed-925b-08002745f808